# Чуже обличчя
«Чуже обличчя» (яп. 他人の顔) — роман 1964 року японського письменника Кобо Абе.
Це один із найвідоміших романів Кобо Абе. В основі сюжету — травма головного героя, внаслідок якої він змушений ховати своє обличчя під реалістичною маскою. Носячи маску, герой набуває іншої особистості, дозволяючи собі те, на що не наважувався раніше.

## Сюжет
Головний герой, безіменний завідувач лабораторії в інституті високомолекулярної хімії, під час експерименту обпік собі обличчя рідким киснем. Все його обличчя вкрилося рубцями. Рани ніяк не гояться, і він весь час ходить з забинтованим обличчям. Він розмірковує про те, що шкіра на обличчі була посередником між його «я» та зовнішнім світом. Втративши звичайне обличчя, герой втратив і засіб повноцінного спілкування з людьми. Він згадує, як у дитинстві стягнув і кинув у вогонь накладне волосся старшої сестри, які здавалися йому чимось непристойним та аморальним. А тепер бинти стали його фальшивим обличчям, позбавленим індивідуальності.
Герой одружений, але в нього немає дітей і друзів. Незабаром після виписки з лікарні він їде в Осаку нібито у відрядження. Він знімає квартиру в непримітному будинку S. і робить його своїм «притулком». Побачивши одного разу в фільмі жінку з обпеченим обличчям, герой задумується про свою самотність. Талановитий вчений-хімік, він наважується створити маску, що з успіхом виконує. Маска вийшла настільки схожою на справжнє обличчя, що не викликає підозр, вона передає не тільки вигляд здорової шкіри, але й міміку. Але з цього моменту починається роздвоєння особистості героя «я» і «маска». «Маска» — це чепурний чоловік у темних окулярах, який носить бороду і робить час від часу ексцентричні вчинки: чи то покупка забороненої законом духової рушниці або іграшки йо-йо. «Я» — це людина, що страждає від самотності. Герой усвідомлює, що одягаючи маску, може постати зовсім іншою людиною і здійснювати найзухваліші злочини, бо обличчя завжди приховує душу людини від інших.
Під прикриттям маски герой відвідує свою дружину і впродовж кількох місяців схиляє її до подружньої зради (як виявилося пізніше, дружина про все здогадалася). Потім він вирішує помститися дружині за її невірність, повідомивши правду через записи в зошитах, залишені в будинку S. Він сподівається, що викриття заподіє біль дружині, що їй стане соромно. Не дочекавшись дружини, герой поспішає до будинку S. Дружини там немає, маска, як і раніше лежить у шафі. На столі він виявляє листа від дружини. Вона пише, що з першої хвилини про все здогадалася. Але він, прагнучи за допомогою маски повернути себе, розкрив за допомогою маски свої найгірші риси. Дружина звинувачує героя в тому, що він не бажає знати нікого, крім себе, і вважає його поведінку знущанням з неї.
Прочитавши листа дружини, герой намагається зрозуміти, коли він припустився помилки. Його найбільше дошкуляють два зауваження дружини: що вона вдавала, ніби герой зумів обдурити її; та що він здатен на рішучі вчинки тільки носячи маску. Він одягає маску та вирішує вбити свою дружину. Сховавшись за стіною, він чує кроки й готується напасти. Результат лишається невідомим.

## Екранізації
«Чуже обличчя» (1966) — екранізація режисера Хіросі Тесігахари. В головних ролях: Тацуя Накадаі — пан Окуяма та Матіо Ке — пані Окуяма. В 1967 році фільм «Чуже обличчя» отримав дві премії «Майніті»: за найкращу музику (Тору Такеміцу) та за найкращу роботу художника (Масао Ямадзакі).

## Видання українською мовою
- Кобо Абе. Жінка в пісках; Чуже обличчя; Спалена карта: Романи / Перекл. з яп. І. Дзюб; Передм. М. Федоренка. Київ, видавництво художньої літератури «Дніпро», 1988 р. (Серія «Зарубіжна проза ХХ століття»).
- Кобо Абе. Жінка в пісках; Чуже обличчя: Романи / Пер. з япон. І. П. Дзюба; Передмова Б. П. Яценка; Худож.-оформлювач Л. Д. Киркач-Осіпова. — Харків. Фоліо, 2008. — 347 С. — (Серія Бібліотека світової літератури) ISBN 978-966-03-4238-5